# Béja (stad)
Béja (Arabisch: باجة), ook bekend als Bedja of Bajah, is een stad in Tunesië en is de hoofdplaats van het gelijknamige gouvernement Béja. Bij de volkstelling van 2004 telde Béja 56.677 inwoners.
De stad ligt op ongeveer 100 kilometer van Tunis, tussen de rivier de Medjerdah en de mediterraanse kust, tegen de uitlopers van de Kroumirie en de Djebel Acheb, en grenst aan een graslandgebied naast de ruïnes van een oud Romeins fort.
In de Fenicische en Romeinse tijd werd de stad achtereenvolgens Waga, Vacca en Vaga genoemd. Onder de Arabieren werd de naam veranderd naar Badja en onder de Franse koloniale overheersing naar Béja.

## Geschiedenis

### Prehistorie
De stad ligt in een gebied dat reeds lange tijd bekend is om de vruchtbare bodem en haar geografische positie als poort naar het berggebied maakte haar erg gewild. Er zijn overblijfselen gevonden van menselijke bewoning in de prehistorie, zoals veel geslepen stenen. De Feniciërs richtten er een aantal belangrijke handelsposten op. Hun aanwezigheid is terug te zien in een necropolis met ongeveer 150 graftombes, die in de 19e eeuw werd opgegraven. Een stele hiervan bevindt zich

### Carthaags en Numidisch bestuur
De Carthagers, die de stad eerder met veel geweld veroverden, lieten de plaats versterken en er een garnizoen stationeren om de invloed in het gebied te versterken en de doorgangsroute tussen Tunis en Carthago enerzijds en Cirta en Hippone anderzijds (beiden aan de nu Algerijnse kust) te bewaken. Tijdens de Eerste Punische Oorlog werd de stad tevergeefs aangevallen door de Romeinse legeraanvoerder Regulus. Tijdens de Tweede Punische Oorlog leverde de stad soldaten aan het leger van Hannibal Barkas. Béjaanse troepen wisten een aanval van Massinissa op Carthago af te slaan in 201 v.Chr., maar kwam in die tijd wel steeds verder onder druk van de Numidiërs te staan. Iets voordat Scipio Aemilianus Africanus Carthago had veroverd in 146 v.Chr. tegen het einde van de Derde Punische Oorlog deed Massinissa een nieuwe poging om zijn rijk uit te breiden, waarop de Romeinen de Fossa regia ("grensgreppel") groeven om de grenslijn tussen de nieuw veroverde Romeinse gebieden en Numidië duidelijk aan te geven. Hierbij werd Béja echter aan de kant van de Numidiërs geplaatst, daar deze al ingenomen was door de Numidiërs. Nadat de Romeinen de romanisering inzetten, waarbij geleidelijk aan het Latijn werd ingevoerd in het nieuwe Romeinse gebied, kwamen er ook steeds meer Romeinse kolonisten en handelaren in Béja wonen. De anti-Romeinse Numidische koning Jugurtha maakte Béja vervolgens tot zijn zetel. In 112 v.Chr. voerde hij oorlog tegen Adherbal van Numidië, die toevlucht had gezocht tot de Romeinen en wist hem te doden. Dit vormde aanleiding voor Rome om Jugurtha de oorlog te verklaren. Jugurtha's leger was niet opgewassen tegen de Romeinen en hij werd gevangengenomen en in 109 v.Chr. was hij gedwongen Béja op te geven. De Romeinen lieten de stad versterken en er eveneens een garnizoen plaatsen. Jugurtha wist de inwoners echter aan te zetten tot een opstand, waarbij het garnizoen bij verrassing werd overvallen en gedood tijdens een Numidisch feest op 13 december 109 v.Chr. De Romeinse consul Metellus zwoer wraak en wist met een legioen ondersteund door Numidische troepen de stad opnieuw in te nemen, doordat de bevolking dacht dat zijn troepen die van Jugurtha waren.

### Romeins bestuur

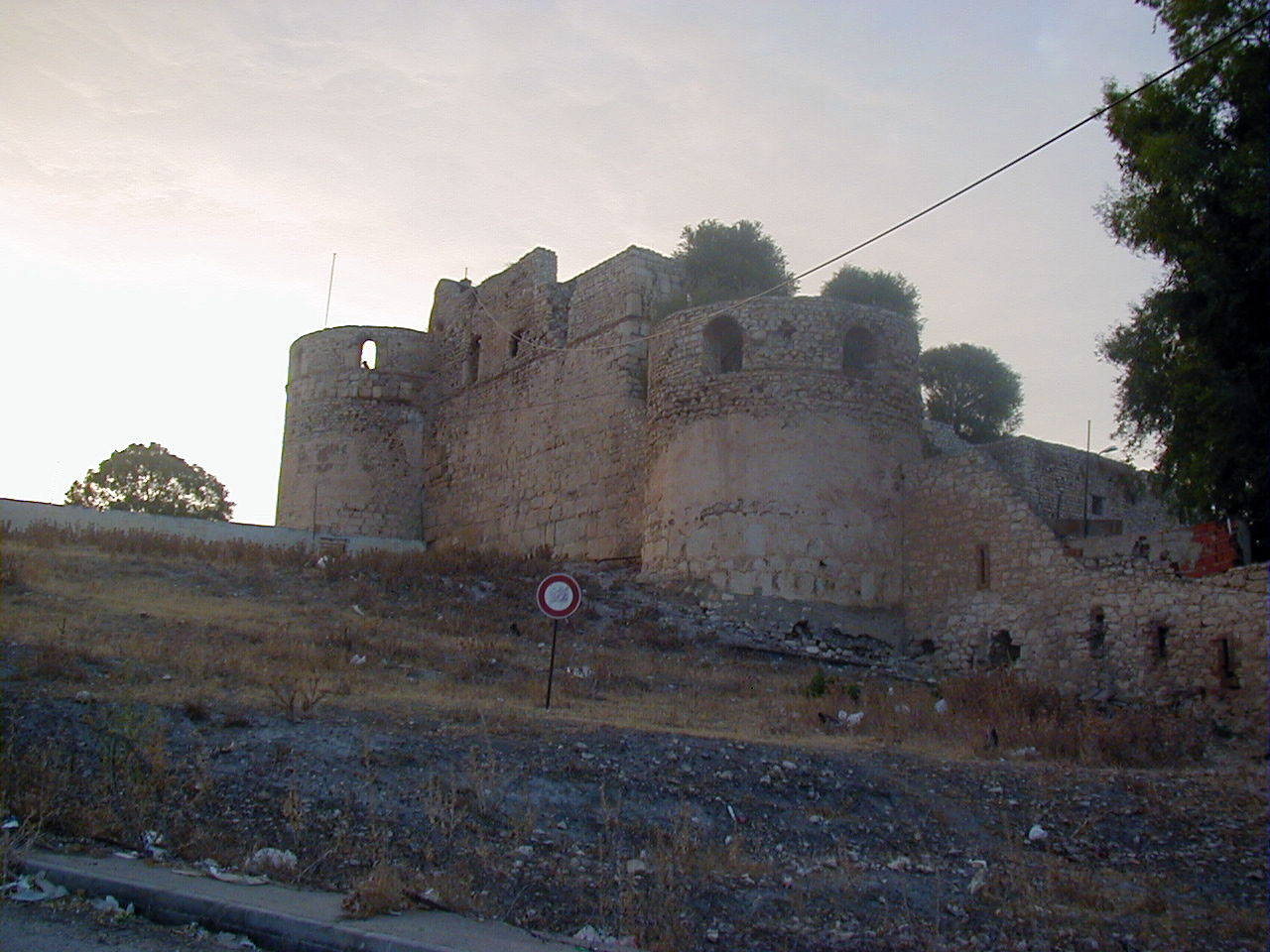
Deel van de ruïne van de Romeinse citadel bij Béja

Nadat Jugurtha was verslagen, breidde Rome haar gebied uit en bracht Carthago, Tripolitanië en het grootste deel van het gebied van Jugurtha in 17 v.Chr. bestuurlijk onder in één Romeinse provincie; Africa. Metellus liet een nieuw garnizoen plaatsen in de stad. De oude Carthaagse citadel werd gesloopt en op de fundamenten ervan verrees een nieuw Romeins fort, waarvan de ruïnes nu nog zijn te zien. De Romeinen breidden de stad uit met vele gebouwen tijdens hun vier eeuwen durend bestuur, waarin de stad gekenmerkt werd door een grote bloei. Tegen 105, onder het bestuur van keizer Trajanus, werd begonnen met de bouw van een brug op de plek waar de Medjerdarivier de weg oversteekt tussen Tunis en de huidige steden Tabarka en Kef. De bouw duurde 25 jaar en werd voltooid in 129, tijdens de regering van keizer Hadrianus. In 193 werd Béja door keizer Septimius Severus tot colonia gemaakt onder de naam Colonia Septimia Vaga. In 209 werd ter herinnering hieraan een triomfboog gebouwd in de stad.

### Vandaalse, Byzantijnse en Arabische periode
In 429 landden de Vandalen onder leiding van Geiserik in Noord-Afrika en veroverden de Romeinse kuststreek, waarbij alle steden op hun weg werden aangevallen en geplunderd, waaronder ook Béja. De stad werd daarop een tijdlang niet bewoond. In 448, liet Geiserik de versterkingen slechten en het fort ontmantelen. Na de val van het Vandaalse rijk in 533, tijdens de veldtochten van de Byzantijnse generaal Belisarius gaf keizer Justinianus I opdracht aan graaf Paulus om stad en vestingwerken te herstellen, waarbij een dubbele muur werd opgericht: de eerste omvatte de citadel en de tweede lag om een deel van de stad in de vorm van een onregelmatige achthoek met 22 massieve torens: Een machtig bolwerk dat fungeerde als bescherming voor de vruchtbare velden eromheen tegen de onbetrouwbare bergstammen. Justinianus liet om deze reden ook een aantal versterkingen bouwen op de wegen naar Mateur en Tabarka. Historicus Procopius van Caesarea meldt dat de inwoners de stad de naam Theodorida gaven, ter ere van Justitianus' vrouw Theodora.
In 670, tijdens de Omajjidische verovering van Noord-Afrika, stichtte Uqba ibn Nafi Kairouan en verdreef de Byzantijnen, die zich terugtrokken naar Carthago, dat hij vervolgens in 695 innam, waarop hij naar het noordwesten trok naar Béja. In 696 stierf een oom van de profeet Mohammed tijdens de Slag bij Béja, samen met een groot aantal andere soldaten. Het jaar erop viel het exarchaat Carthago en daarmee verdween de Byzantijnse heerschappij uit Afrika. In 943 veroverde Berberleider Abu Yazid Béja na een korte strijd op de Fatamiden. De stad werd hierbij in brand gestoken, alle mannen en kinderen werden uitgemoord en de vrouwen werden weggevoerd in slavernij. Geschiedschrijver Al Bakri beschrijft deze gebeurtenissen in zijn Beschrijving van Septentrionaal Afrika. Nadat de confederatie van de Banu Hilal in Tunesië arriveerde in de 11e eeuw, vestigden leden van de stam Riah zich ten noorden van de Medjerda en een van hun clans, de Akhdar, nm hierbij Béja in bezit. In 1187 wist de Almohadische kalief Yaqoeb al-Mansoer hen te verdrijven nadat hun helper de Almoraviet Ali ibn Ghania de Balearen had verlaten om een aanval uit te voeren op de steden van Ifriqiya (overeenkomend met het gebied van de Romeinse provincie Africa). In 1199 belegerde zijn broer Yahia Béja en plunderde het. In de eeuwen erop leed Béja vooral van haar strategische positie: De Andalusische schrijver en historicus Mohamed El Abdery, die Ifriqiya bezocht in de 13e eeuw, schreef: We stoppen in Béja, stad waarvan het fortuin week door de bitterheid van de conflicten en wiens centrum werd getroffen door de hand van de onderdrukkers. Zoveel rampen volgden elkaar op in deze bevolkingsrijke stad, zodat het vandaag de dag lijkt op een woestijn". Al Bakri vermeldde in zijn Beschrijving van noordelijk Afrika dat het fort "was gebouwd in de tijd dat Jezus leefde" en dat de stad "een groot aantal karavanserais bevat en drie open plekken waar de voedselmarkt wordt gehouden". Al Idrissi bezocht het gebied rond 1130 schreef dat Badja de belangrijkste stad van de Maghreb was.

### 16e tot 18e eeuw
Leo Africanus (al-Wazzan), die kort voor 1516 door Noord-Afrika trok schreef over Béja dat er allerlei soorten handwerkslieden rondlopen, waaronder wevers en ook veel landbouwers omdat het gebied eromheen "extreem ruim en vruchtbaar" was. Luis del Mármol Carvajal schreef dat de inwoners arm waren doordat de landbouw afnam en ze veel te lijden hadden van de Arabieren. Pierre d' Avity onderschreef dit in zijn Algemene Beschrijving van Afrika. Onder de dynastie van de Hoesseinieden liet de heerser van Tunis de jaarlijkse belastingen verlagen. In 1734 vielen de Algerijnen Tunesië binnen. Bei Hoessein I liet daarop de steden op hun route ontruimen, waaronder ook Béja, waarvan een deel van de bevolking vluchtte naar Tunis onder bescherming van de kahia (assistent) van de caïd (adellijke bestuurder) van de sipahi's (Ottomaanse cavalerie) van de stad. In 1737 dreef de neef en opvolger van Hoessein, Ali I, de Algerijnen terug en stuurde twee legers om de belastingen te innen. Zijn zoon Younès werd aangesteld in de bardo (hof van de bei) van Béja en liet de verdedigingswerken van de citadel versterken. Drie jaar later liet hij de bevelhebber van het Turkse garnizoen, de caïd en de amin (vertrouweling) van de metselaars de mogelijkheid onderzoeken om de citadel te vergroten. Een paar jaar later werd de kasba uitgebreid en de bolwerken en de bardo van Béja aangepakt. In 1746, toen een nieuwe Algerijnse inval dreigde, verlieten een aantal adellijken onder leiding van caïd Sassi de stad, maar het grootste deel van de bevolking bleef in opdracht van sjeik Mohammed Smadhi en onttrok zich aan het gezag van de bei in Tunis. In 1747 heroverde prins Younès, die het overlopen van de bevolking geheim had gehouden voor zijn vader, de stad en gaf zijn soldaten de vrije hand in het doden van zoveel inwoners als ze wilden. Volgens een overlevering kreeg hij in de nacht een droom waarin maraboet Sidi Bouteffaha hem verscheen en dreigde met heilige straffen als hij zijn plan uit zou voeren. Na een paar maanden zich terug te hebben getrokken in de bardo van Béja, vertrok hij uiteindelijk uit de stad. In de jaren erop werd de inning van de belastingen erg streng gecontroleerd. In 1756 dreigde opnieuw een Algerijnse invasie en gaf de bei opdracht om de recalcitrante inwoners te verbannen.

### 19e eeuw
In 1850 onderwierp Ahmed Sellami, die caïd was tijdens de regering van de beis Achmed I en Sadiq, het gebied nadat de bevolking in opstand was gekomen op instigatie van Sid El Adel, de prins die destijds in de bardo van Béja woonde. In 1864 kwamen de inwoners van de Kroumirie in opstand en in januari 1865 plunderden ze de velden rond Béja en stalen een aantal kuddes.
In de 2e helft van de 19e eeuw deden verschillende Franse reizigers de stad aan, zoals Henri Dunant, die in zijn verslag schreef in zijn Notice sur la régence de Tunis dat de inwoners ("Moren") industrieel waren en veel zaken deden met het binnenland. Victor Guérin deed Béja aan tijdens een reis in 1860 en schreef dat "de hoofdmoskee, gewijd aan Sidi Aïssa, slaagt voor de oudste van Tunesië" en "zou oorspronkelijk een christelijke kerk zijn geweest" die daarna zou zijn aangepast. De stad telde toen volgens hem niet meer dan 4.000 inwoners. Albert de La Berge schreef ook (onder andere) dat Béja "van strategisch belang is door haar locatie aan de zuidoostelijke grens van het land van de Kroumieren en door de korte afstand die het scheidt van de vallei en de spoorweg van Medjerda" en dat de stad tussen de 4.000 en 5.000 inwoners telde. Op 1 september 1879 werd de spoorlijn Tunis - Béja - Jendouba geopend voor de winning van lood. In 1884 werd de lijn uitgebreid naar Ghardimaou om het aan te sluiten op het Algerijnse spoornetwerk.

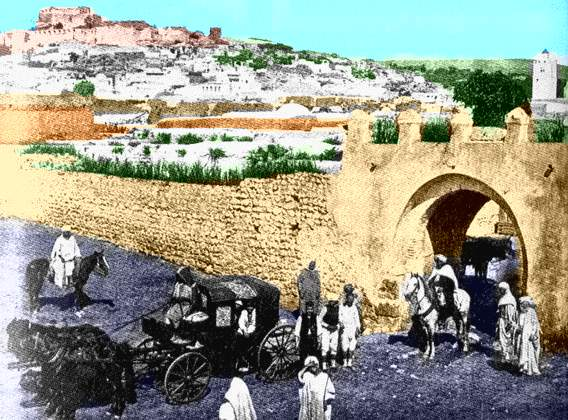
Overblijfselen van de bolwerken (foto ± 1900)

Door het Verdrag van Bardo op 12 mei 1881 werd Tunesië een Frans protectoraat. Op 20 mei arriveerden de eerste Franse soldaten in Béja en brak de bolwerken rond de stad af. Er werden twee Franse regimenten gestationeerd bij Bou-Hamba, nabij de stad. In 1884 telde Béja 3.606 inwoners (3.071 Tunesiërs, 377 Joden, 73 Marokkanen, 36 Maltezers, 29 Italianen, 13 Fransen, 2 Libiërs, 2 Grieken, een Egyptenaar, een Duitser en een Engelsman) en ongeveer 700 huizen. In 1886 werd Béja aangesteld als bestuurspost voor de omliggende regio en verlieten de Franse troepen de stad. Op 21 september 1888 werd de gendarmerie geïnstalleerd in de kasba.

### 20e eeuw

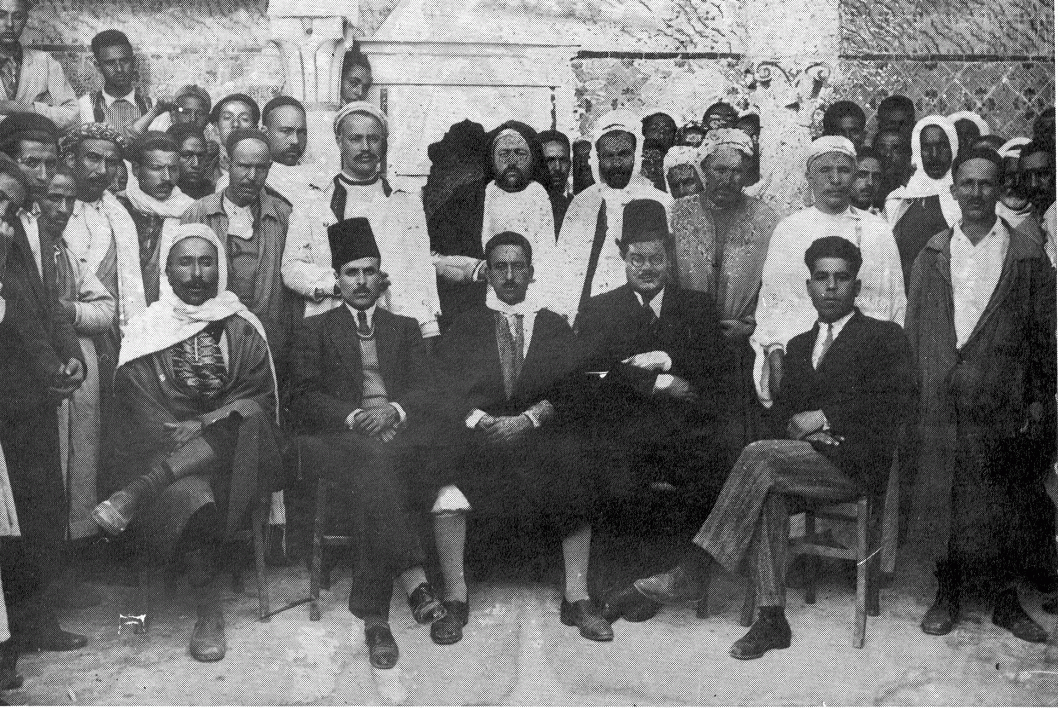
Habib Bourguiba in Béja tijdens de bijeenkomst op 24 april 1934

In 1895 bouwden de Fransen een postkantoor, een telegraafpost en een hotel. In 1898 kwam er een stedelijk bestuur en werd de eerste kerk ingewijd. Begin 20e eeuw werd een Europees stadsdeel gebouwd aan de rechteroever van de wadi Bouzegdem en kreeg de stad onder andere een drinkwatervoorziening, een energiecentrale voor de stadsverlichting, een riool, werden straten en een openbaar park aangelegd. Vervolgens werd een brug aangelegd om beide oevers met elkaar te verbinden, In 1908 werd een lagere internaatschool voor jongens geopend en in 1912 een voor meisjes. In 1910 werd een ziekenhuis geopend en in 1933 het huidige gemeentehuis. Er bevinden zich in die tijd ook onder andere een aantal bioscopen, cafés, hotels, bakkerijen en pasteimakers, een gevangenis en een theater in de stad. Op 24 april 1934 kwamen Habib Bourguiba en Mongi Slim naar de stad om er de eerste cel van de latere partij Néo-Destour op te richten tijdens een bijeenkomst in het mausoleum van Sidi Baba Ali Smadhi. Daarop trok een proteststoet naar de Sidi Salah Zlaoui-begraafplaats om er te protesteren tegen het feit dat het Franse bestuur de moslimbegraafplaats gebruikte als een vuilnisbelt en tegen de toestemming voor het uitbreiden van de Franse huizen aldaar. Op 3 september 1938 lieten de Franse autoriteiten de activiteiten van Néo-Destour stopzetten na de protesten in Tunis waarbij Franse soldaten honderden betogers doodschoten.
Tijdens de Tweede Wereldoorlog werd de stad opnieuw getroffen door een internationaal conflict. Op 8 november 1942 landden Britse en Amerikaanse soldaten op de kusten van Algerije en Marokko, waarop Duitse soldaten werden gestuurd naar de noordoostkust van Tunesië. Op 16 november arriveerde een delegatie van Duitse soldaten in Béja en gaf burgemeester Jean Hugon een 24-uurs ultimatum om de stad over te geven. De dag erop bezette een groep Britse parachutisten de heuvels ten noorden van Béja. Op 19 november bombardeerden Duitse Messerschmitt Bf 110's en Junkers Ju 87's de stad in een vergeldingsactie, waarvan de effecten nog altijd te zien zijn op de muren van het gemeentehuis. Twee maanden later, op 26 februari 1943, omsingelden Duitse troepen de stad in een poging om de linies van het Eerste Britse Leger te doorsteken in het kader van Operatie Ochsenkopf. De Duitsers vielen aan met mortieren en een aantal aanvallen met Messerschmitts. In mei 1943 werden de Duitsers echter beslissend verslagen door de geallieerden.
Op 13 januari 1952 riep Bourguiba op tot een totale oorlog voor de onafhankelijkheid van Tunesië. Op 15 januari werd daarop een vrouwenbijeenkomst georganiseerd onder leiding van Wassila Bourguiba (de toekomstige vrouw van Bourbaguiba) in het mausoleum van Sidi Baba Ali Smadhi. Dit leidde tot nog een aantal bijeenkomsten, maar de Fransen achterhaalden de initiatiefnemers en zetten hen gevangen in Bizerte.

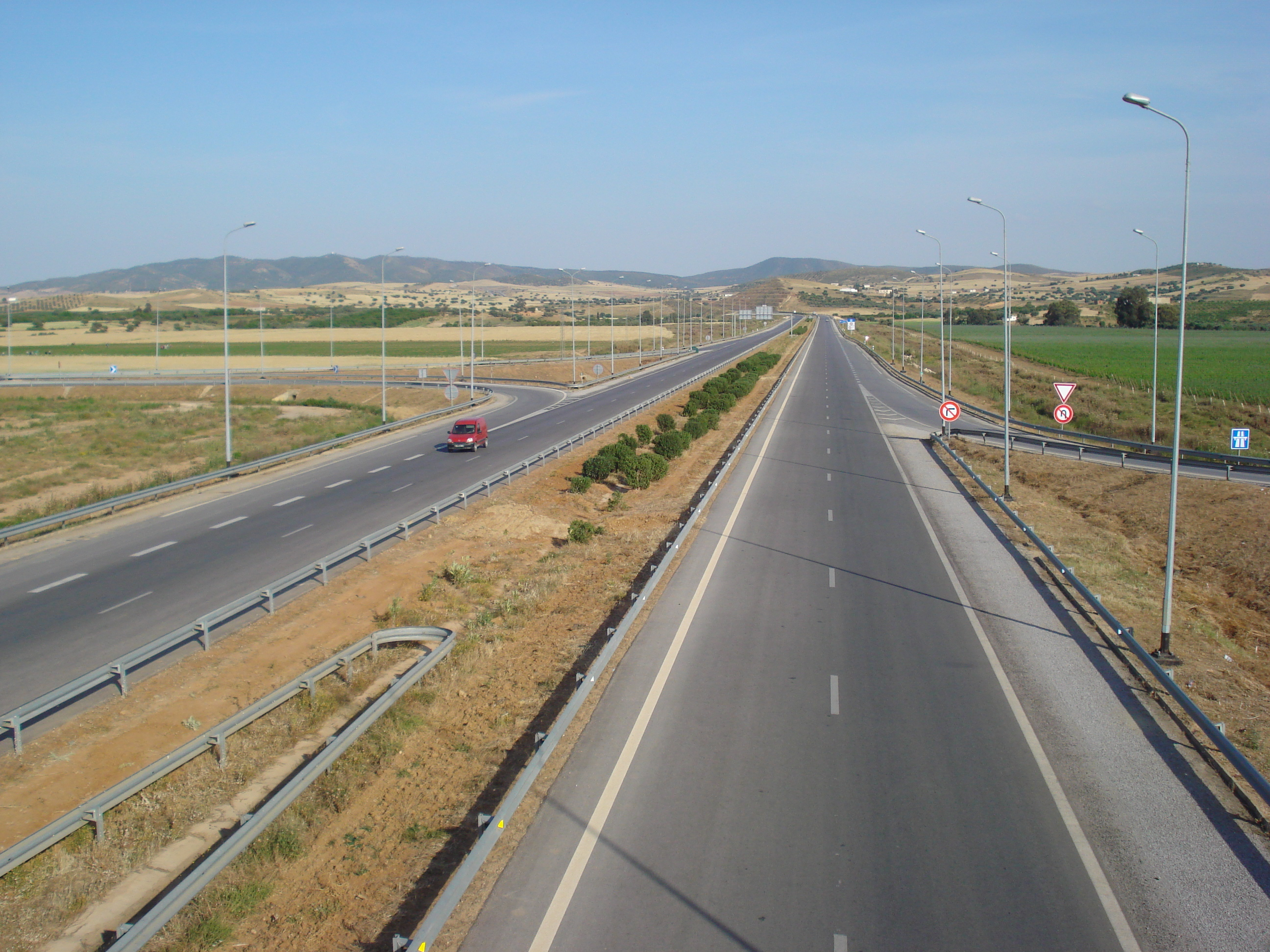
Autoweg tussen Béja en Tunis

## Economie en transport
Béja vormt een landbouwcentrum waar boeren hun producten op de markt verkopen (met name wijn en granen), een functie die het al sinds de Romeinse tijd vervuld. In de stad bevindt zich tevens de grootste suikerfabriek van het land. De staat investeert sterk in de landbouwsector (irrigatie), de infrastructuur (uitbreiding van het netwerk voor mobiele telefonie) en in het onderwijs (in 2002 werd een regionaal centrum van het nationale instituut voor kantoorautomatisering en microprocestechniek).
In 2006 werd de A3-autoweg geopend tussen Tunis en Béja, waardoor beide steden elkaar sindsdien binnen een uur kunnen bereiken. De doortrekking van Béja naar Oued Zarga is nog niet in gebruik genomen. Vanuit Tunis loopt ook een spoorlijn via Béja naar Algerije.

## Partnersteden
- Beja (Portugal) - sinds 1993